# Mario Chini
Mario Chini (Borgo San Lorenzo, 21 luglio 1876 – Roma, 10 febbraio 1959) è stato un poeta, museologo, traduttore, saggista, docente e militare, italiano.

## Biografia
Nacque a Borgo San Lorenzo (FI), nel Mugello, nel 1876 dal pittore Leto Chini e da Maria Pananti, discendente di Filippo Pananti.
A Firenze frequentò la locale università dove, nel 1900, si laureò in lettere e filosofia. Nel 1901 esordì con la raccolta di poesie d'amore Di me stesso a me stesso. La sua produzione poetica, non particolarmente abbondante, spesso redatta nello stile haiku, continuò negli anni successivi con il racconto Tela di ragno (1918) e la raccolta di poesie Pulviscolo (1939). Nei primi decenni del XX secolo fu invece più copiosa la sua attività da traduttore, soprattutto dal latino, dal cinese, dal giapponese e dall'occitano; fu autore di una delle prime traduzioni di un poema giapponese in lingua italiana, le Note di Samisen.
Si dedicò all'insegnamento, dapprima al liceo ginnasio di Assisi, quindi — tra il 1908 ed il 1914 — al liceo ginnasio Domenico Cotugno dell'Aquila. Nel capoluogo abruzzese, di concerto con il sindaco Vincenzo Camerini, fondò il Museo civico (antesignano dell'attuale Museo nazionale d'Abruzzo) presso un'ala restaurata di Palazzo Margherita, svolgendo inoltre un importante lavoro archivistico e bibliografico sull'arte locale. Cominciò inoltre un'attività saggistica, incentrata in particolare sugli artisti aquilani del Quattrocento, e che sarebbe poi confluita nel volume Silvestro Aquilano e l'arte in Aquila nella seconda metà del sec. XV, pubblicato nel 1954.
Si trasferì quindi a Spoleto, da cui venne tuttavia allontanato nel 1916 con l'accusa di fare propaganda anticlericale durante le sue lezioni. Nella parte conclusiva della prima guerra mondiale fu inoltre tenente presso il Ministero della guerra del Regno d'Italia.
Con il saggio Le teorie dei romantici intorno al poema epico e "I Lombardi alla prima crociata" di Tommaso Grossi ottenne la docenza in Letteratura italiana e si trasferì a Roma, insegnando fino al 1922 all'istituto tecnico Leonardo Da Vinci e, fino al 1931, al liceo scientifico Cavour. Negli anni successivi fu preside di diversi istituti e nel 1936 ottenne la cattedra di Letteratura occitanica all'Università di Roma La Sapienza. Soggiornò lungamente all'estero: dal 1939 e fino al 1947 fu direttore del Centro Studi Italiani a Buenos Aires, dove collaborò inoltre con il quotidiano Il mattino d'Italia.
Morì a Roma nel 1959 in seguito ad una lunga malattia. Nel 1961, per iniziativa della moglie, venne pubblicata postuma la raccolta di poesie Attimi.

## Opere originali
- Di me stesso e a me stesso, Firenze, Rocca, 1901;
- Tela di ragno, Roma, Formiggini, 1918;
- Le teorie dei romantici intorno al poema epico e "I Lombardi alla prima crociata" di Tommaso Grossi, Lanciano (CH), Carabba, 1920;
- Pulviscolo, Borgo San Lorenzo, 1939;
- Silvestro Aquilano e l’arte in Aquila nella II metà del sec. XV, Bolzano, La Bodoniana, 1954;
- Attimi, Roma, Collana Poeti Latini, 1961 (postumo).